# Pavol Staňo
Pavol Staňo (* 29. září 1977, Čadca, Československo) je slovenský fotbalový obránce. Mimo Slovensko působil na klubové úrovni v Polsku.